# 佩烏奇采

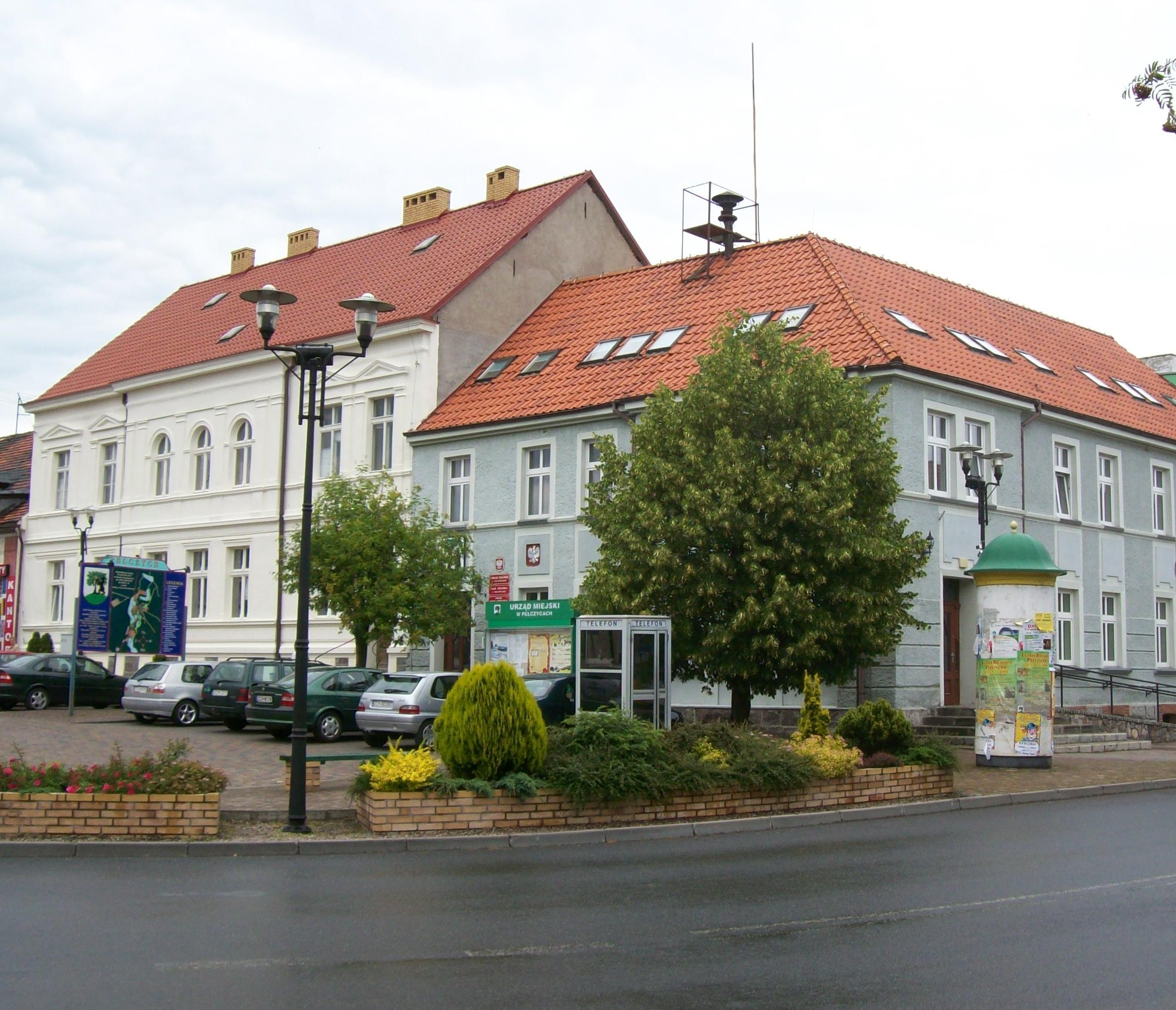

佩烏奇采是波蘭的城鎮，位於該國西北部，距離霍什奇諾約20公里，由西波美拉尼亞省負責管轄，面積13.07平方公里，最高點海拔高度119米，2006年人口2,698。

## 外部連結
- Official town webpage （页面存档备份，存于）

53°02′40″N 15°18′10″E / 53.04444°N 15.30278°E